# هنری بینونو
هنری بینونو (انگلیسی: Henri Bienvenu؛ زادهٔ ۵ ژوئیهٔ ۱۹۸۸) بازیکن فوتبال اهل کامرون است.
از باشگاه‌هایی که در آن بازی کرده‌است می‌توان به باشگاه ورزشی یانگ بویز برن، باشگاه فوتبال اسپرانس تونس، باشگاه فوتبال بنزرتی، باشگاه فوتبال تروا، باشگاه فوتبال فنرباغچه، باشگاه فوتبال رئال ساراگوسا و باشگاه فوتبال اسکی‌شهراسپور اشاره کرد.
وی همچنین در تیم ملی فوتبال کامرون بازی کرده‌است.